# Vånga, Norrköpings kommun
Vånga är en tätort i Norrköpings kommun i Östergötlands län och kyrkbyn i Vånga socken, belägen norr om sjön Roxen. 

## Historia
Ortnamnet "Wanga" nämns redan 1393 och betyder äng eller gärde.
Kyrkan är byggd 1862-1864.

### Administrativ historik
Bebyggelsen har sedan åtminstone 1990 av SCB klassats som en tätort. 2015 var antalet invånare 199, under den gräns på 200 för att klassas som tätort och orten klassades då som småort. 2018 hade befolkning blivit över 200 och bebyggelsen blev återigen klassad som tätort.

### Befolkningsutveckling
| Befolkningsutvecklingen i Vånga 1980–2020                                          | Befolkningsutvecklingen i Vånga 1980–2020 | Befolkningsutvecklingen i Vånga 1980–2020 | Befolkningsutvecklingen i Vånga 1980–2020 | Befolkningsutvecklingen i Vånga 1980–2020 |
| ---------------------------------------------------------------------------------- | ----------------------------------------- | ----------------------------------------- | ----------------------------------------- | ----------------------------------------- |
|                                                                                    |                                           |                                           |                                           |                                           |
| År                                                                                 |                                           |                                           | Folkmängd                                 | Areal (ha)                                |
| 1980                                                                               | 1980                                      |                                           | 222                                       |                                           |
| 1990                                                                               | 1990                                      |                                           | 219                                       | 31                                        |
| 1995                                                                               | 1995                                      |                                           | 202                                       | 31                                        |
| 2000                                                                               | 2000                                      |                                           | 223                                       | 31                                        |
| 2005                                                                               | 2005                                      |                                           | 224                                       | 31                                        |
| 2010                                                                               | 2010                                      |                                           | 220                                       | 31                                        |
| 2015                                                                               | 2015                                      |                                           | 199                                       | 37#                                       |
| 2018                                                                               | 2018                                      |                                           | 205                                       | 37                                        |
| 2020                                                                               | 2020                                      |                                           | 216                                       | 37                                        |
| Anm.: Ny tätort 1980. Från tätort till småort 2015. Åter tätort 2018 # Som småort. |                                           |                                           |                                           |                                           |

## Samhället
Vånga har en grundskola, Vångaskolan
I närheten ligger Grensholms herrgård.

## Idrott
Idrottsklubben är Vånga IF, bildad  1925. Det finns två herrlag ett damlag och ett pojklag.